# Arrondissement de Dachau
L'arrondissement de Dachau est un arrondissement  (Landkreis en allemand) de Bavière   (Allemagne) situé dans le district (Regierungsbezirk en allemand) de Haute-Bavière. 
Son chef lieu est Dachau.

## Villes, communes & communautés d'administration
(nombre d'habitants en 2006)
Stadt
1. Dachau, Große Kreisstadt (40 432)

Märkte
1. Altomünster (7 252)
2. Markt Indersdorf (9 234)

Gemeinden
1. Bergkirchen (7 320)
2. Erdweg (5 634)
3. Haimhausen (4 686)
4. Hebertshausen (5 098)
5. Hilgertshausen-Tandern (3 146)
6. Karlsfeld (18 127)
7. Odelzhausen (4 174)
8. Petershausen (5 968)
9. Pfaffenhofen an der Glonn (1 773)
10. Röhrmoos (6 355)
11. Schwabhausen (6 005)
12. Sulzemoos (2 584)
13. Vierkirchen (4 230)
14. Weichs (3 158)